# Gust Persoons
Gustave Alfred Joseph (Gust) Persoons (Antwerpen, 7 november 1905 – aldaar, 16 mei 1971) was een Belgisch dirigent, componist en muziekpedagoog.
Hij was zoon van telefoonbediende Alfred Augustinus Persoons en Josephine Janssens. Gust Persoons was getrouwd met amateurmusicus Nora Schiltz, nicht van de familie Mortelmans. Zoon Guido Persoons (1931-2014) was doctor in de musicologie en promotor van werk van schilder Frank Mortelmans en muziek van Lodewijk Mortelmans.
Hij kreeg zijn opleiding aan het Koninklijk Conservatorium Antwerpen. Docenten waren Edward Verheyden voor harmonieleer, Arthur De Hovre op orgel en Flor Alpaerts voor contrapunt. Hij haalde er diverse eerste prijzen. Hij vervulde diverse functies in de muziek:
- 1929-1940: leraar aan de muziekschool te Moortsel
- 1931-1949: leraar aan de muziekacademie te Lier
- 1932-1971: leraar en vanaf 1851 ook directeur van de muziekacademie van Berchem
- 1939-1940 en 1950-1968: muziekleraar rijksnormaalschool te Antwerpen
- 1940-1949: zangleraar parochiale scholen in Antwerpen
- 1949-1971: leraar notenleer voor zangers aan het Antwerps conservatorium
- 1956-1971: muzikaal-technisch adviseur van de Bestendige Deputatie van Antwerpen

Dit alles werd gecombineerd met de functie van kapelmeester-titularis van de Sint-Pauluskerk in Antwerpen; een functie die hij aanhield tussen 1927 en 1971. Hij bouwde die kapel uit tot een van Europees formaat. Hij gaf leiding aan talloze uitvoeringen met name van missen van vroege tot hedendaagse. Daaronder bevond zich ook nationaal repertoire van bijvoorbeeld Peter Benoit, Emile Wambach, François-Auguste Gevaert, Willem Pelemans etc.). In de hoedanigheid van kapelmeester gaf hij ook leiding aan massazang bij diverse aangelegenheden (bijvoorbeeld het overlijden van Peter Benoit. Hij was in 1946 oprichter van het Antwerps Kamerkoor en –orkest, dat hij tot 1949 leidde. Ook was hij betrokken bij Pro Musica, dat ook af en toe op de televisie te zien was. Als eerbetoon werd hij bijgezet in het Erepark der Kunstenaars in Schoonselhof
Van zijn werken noemde Robijns/Zijlstra:
- 1923-1924: Avondvrede voor a capellakoor
- 1928: Sacerdos et pontifex
- 1930: Blijde mei voor a capellakoor
- 1935: Rerum novarum feestzang
- 1936: Ruusbroec-mis
- 1938: Christus vincit
- 1939: Da pacem voor a capellakoor
- 1940: Benedicite angeli voor a capellakoor
- 1951: Haec dies voor a capellakoor

Verder schreef hij liederen, pianobegeleiding voor oude Vlaamse liederen en koorbewerkingen.